# Schalom (Hebräisch)

Schalom in hebräischen Buchstaben

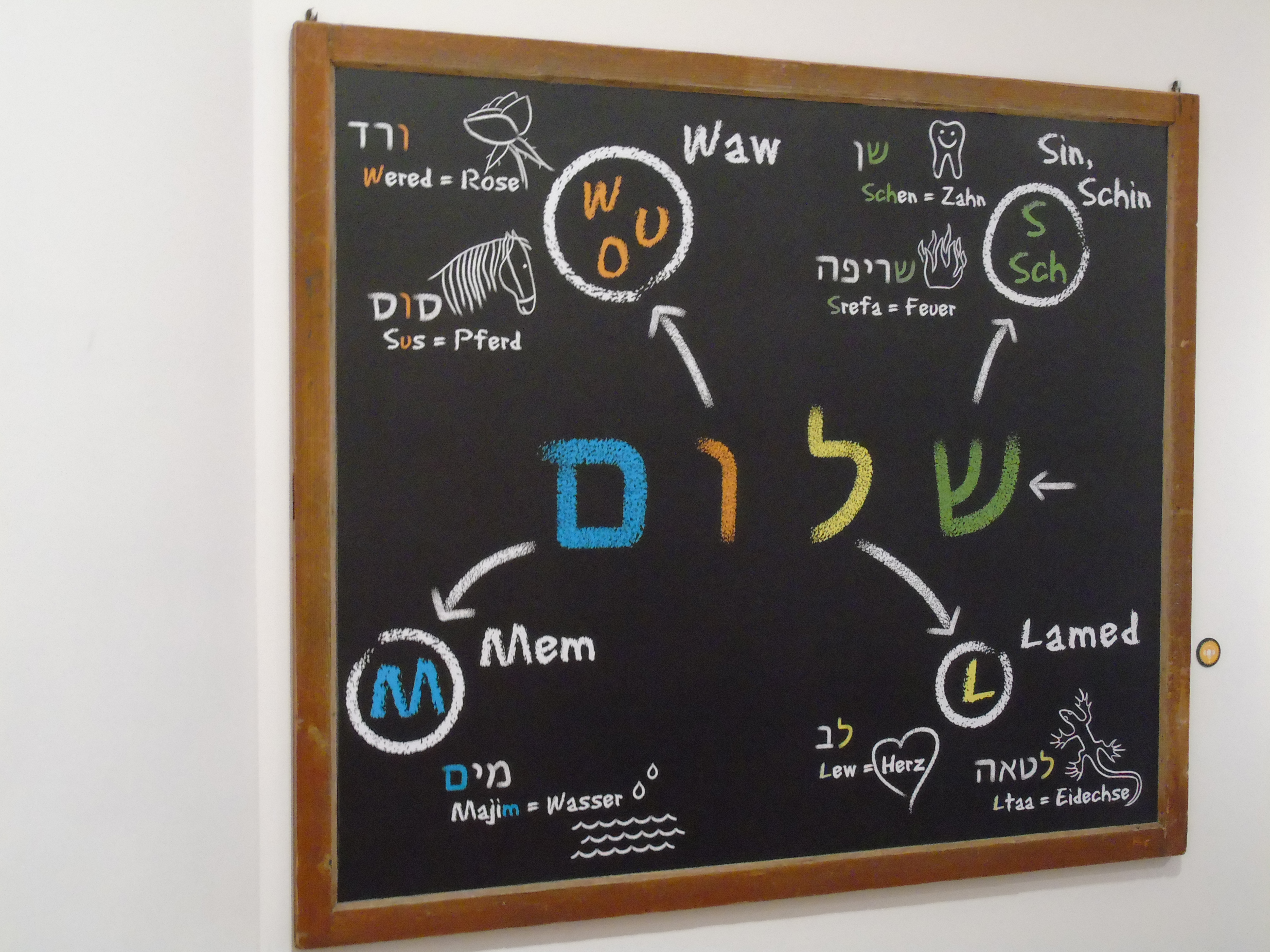
Tafel mit den Bestandteilen von שלום

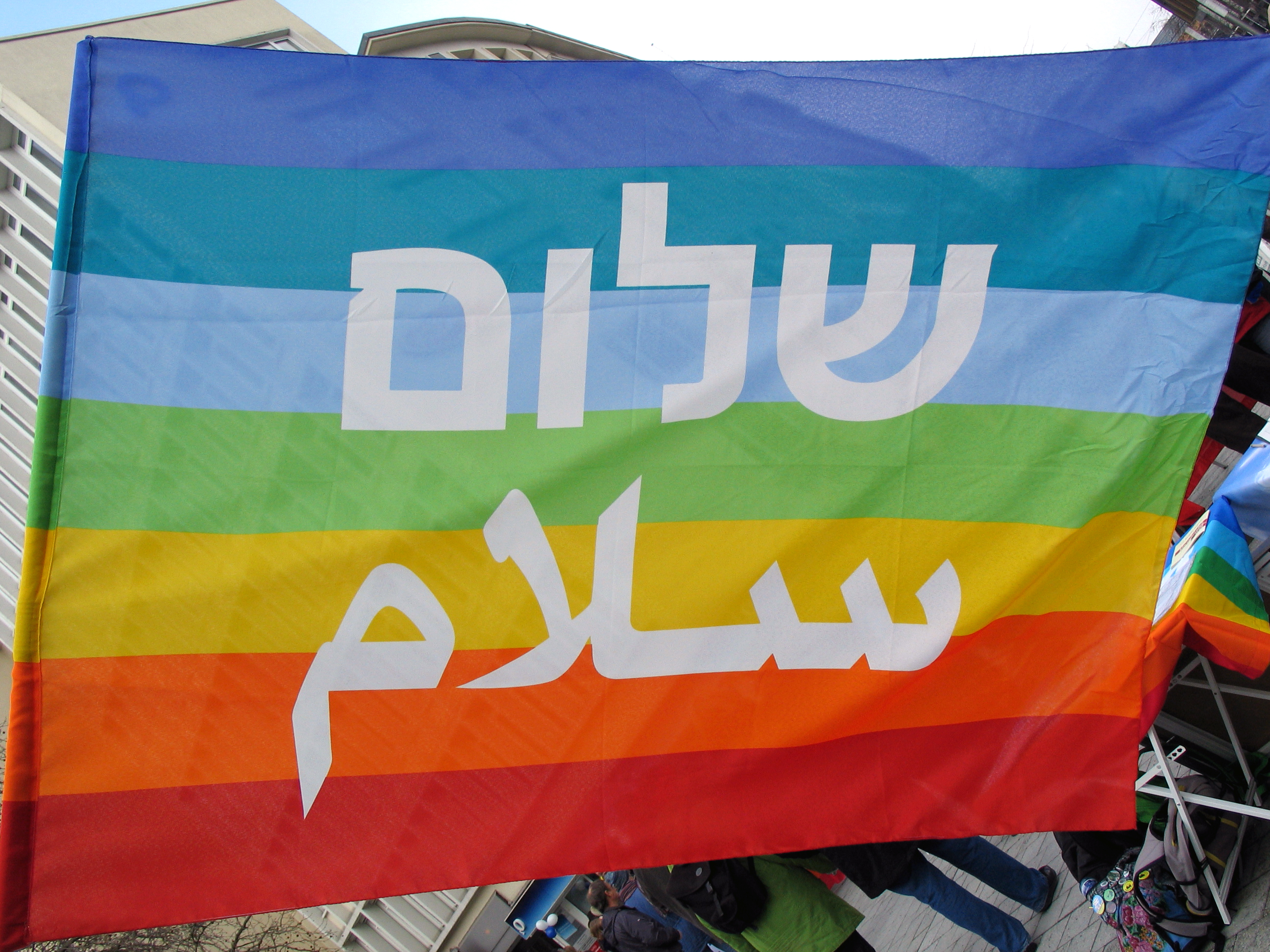
Regenbogenfahne auf einem Ostermarsch mit der hebräischen Schreibweise für Schalom und der arabischen für Salām

Der hebräische Begriff Schalomⓘ (hebräisch שָׁלוֹם englisch shalom, in aschkenasischer Aussprache auch Schulem oder Scholem) bedeutet Frieden, Wohlergehen bzw. Heil. In der jüdischen Kultur wird er als Grußformel verwendet.
Das Wort „Schalom“ basiert auf der im semitischen Sprachraum bedeutungstragenden Wurzel š-l-m und ist mit dem arabischen Salām auf das Engste verwandt.
Schalom bedeutet im Tanach zunächst Unversehrtheit und Heil. Doch mit dem Begriff ist nicht nur Befreiung von jedem Unheil gemeint, sondern auch Gesundheit, Wohlfahrt, Frieden, Ruhe und Glück. Versucht man, diese semantische Breite auf bestimmte Grundbedeutungen zurückzuführen, so lässt sich Schalom als „Ganzheit“, „Genugtuung“, „Wohlbefinden“, „kollektives Wohlergehen“, „lebensfördernde Geordnetheit der Welt“ oder als „Zustand, der keine unerfüllten Wünsche offen lässt“ begreifen. Je nach Kontext können ihm eine Fülle konkreter Bedeutungen zugeordnet werden:
- Gegenteil von Krieg (Jos 11,19 EU)
- Frieden schließen (2 Sam 10,19 ELB) bzw. erhalten (1 Kön 22,45 ELB)
- Sicherheit vor körperlichen Gefahren, sodass man sicher wohnen (Ps 4,9 ELB) kann
- Besitz des Landes (Ps 37,11 EU)
- ein langes und erfülltes Leben (Spr 3,2 ELB)
- Freude und Jubel (Jes 55,12 ELB)
- umfassendes Heil (Jer 29,10–13 ELB; Jer 33,6–9 ELB)

Eine enge Beziehung besteht zwischen Schalom und Gerechtigkeit (Ps 72,3.7 ; Ps 85,11 ). Schalom wird als Frucht der Gerechtigkeit (Jes 32,17 ) bzw. als Folge des Vertrauens auf JHWH (Jes 26,3 ) betrachtet.
Außerdem ist Schalom eine der verbreitetsten Grußformeln in Israel. Am Schabbat wünschen Juden sich einen friedvollen Schabbat mit der Grußformel שַׁבָּת שָׁלוֹם Schabbat Schalom.

„... der Friede, der allein versöhnt und stärkt, der uns beruhigt und unser Gesichtsbild aufhellt, uns von Unrast und von der Knechtung durch unbefriedigte Gelüste frei macht, uns das Bewusstsein des Erreichten gibt, das Bewusstsein der Dauer, inmitten unserer eigenen Vergänglichkeit und der aller Äußerlichkeiten.“

Schalom ist bereits im Tanach ein zentrales Wort und demzufolge der übliche Gruß unter Juden. Es wird auch als Abschiedsgruß gebraucht. 
Der Name des Königs Salomo geht auf š-l-m zurück. Jesaja verheißt einen „Fürsten des Friedens“ (śar šālôm), dessen Herrschaft Schalom ohne Ende bringt (Jes 9,5–6 ).